# تشانغ جينغ
تشانغ جينغ (14 أكتوبر 1979 - ) هي لاعبة كرة طائرة الصين.